# Hymenophyllum interruptum
Hymenophyllum interruptum är en hinnbräkenväxtart som beskrevs av Kze. Hymenophyllum interruptum ingår i släktet Hymenophyllum och familjen Hymenophyllaceae. Inga underarter finns listade.